# La Projection du monde
La Projection du monde est le deuxième livre du philosophe américain Stanley Cavell publié en 1971, et traduit en français en 1999 par Christian Fournier. Il s'agit du premier livre philosophique consacré au cinéma. Composé d'une série d'articles, cet ouvrage propose une série de réflexion sur l'ontologie du médium cinématographique. 

## Présentation générale
La question que pose Cavell est celle de savoir ce qui se passe quand nous regardons un film. Le questionnement se précise quand l'auteur étudie le mécanisme spécifique de la projection qui met au monde le film, mais le monde projeté est condamné à n'être qu'un monde virtuel, donc absent ontologiquement. 

### Le spectateur hors du monde
Quand nous regardons un film, explique Cavell, nous voyons des choses qui n'existent pas, qui ne sont pas présentes. Et de la même manière, nous ne sommes pas présents au monde projeté à l'écran. Le cinéma instaure une "double-absence" entre le monde projeté et le spectateur.

## Une démarche philosophique singulière
La démarche philosophique est singulière, puisque l'auteur fonde son analyse sur sa propre expérience des films qu'il a vu. Le propos se fonde chaque fois sur le souvenir des films. C'est alors l'expérience personnelle de l'auteur constitue l'objet de la pensée philosophique. 
L'essentiel du corpus de films étudié est composé de films hollywoodiens des années 1950. Selon Hugo Clémot, le parti pris de Stanley Cavell de traiter de films populaires relève de sa filiation philosophique aux doctrines du langage ordinaire de John Langshaw Austin et Ludwig Wittgenstein.